# Rehberg (Bad Salzuflen)
Der Rehberg ist ein 215 m ü. NHN hoher Berg und Teil des Lipper Berglands. Er liegt im Norden des Bad Salzufler Stadtteils Papenhausen.
Der Berg ist Teil eines bewaldeten Höhenzuges. Nordwestlich befindet sich nach einer Waldschneise, durch die eine Hochspannungsleitung verläuft, der Hünderser Berg. Nordöstlich/östlich liegt der Mönkeberg. Südwestlich liegt der Sylbacher Berg.
Nördlich des Berges entlang verläuft der von Herford kommende, 72 Kilometer lange Hansaweg bis nach Hameln.
Am Südwesthang befindet sich das rund 14,2 Hektar große Landschaftsschutzgebiet „Rüterholz“.